# 지질체학
지질체학(Lipidomics,脂質體學)은 지질이 세포 내에서 이루는 총체인 지질체(Lipidome,脂質體)를 연구하는 학문이다. 체학의 일종이다.

## 같이 보기
- 체학
- 지질학 (생물학)